# Гевін Вілкінсон
Гевін Вілкінсон (англ. Gavin Wilkinson; нар. 5 листопада 1973, Окленд) — новозеландський футболіст, що грав на позиції захисника.
Виступав, зокрема, за клуби «Перт Глорі» та «Портланд Тімберс», а також національну збірну Нової Зеландії.

## Клубна кар'єра
У дорослому футболі дебютував 1995 року виступами за команду «Вайтакере Сіті», з якою двічі виграв Національну футбольну лігу, ставши чемпіоном Нової Зеландії.
Своєю грою за цю команду привернув увагу представників тренерського штабу австрлійського клубу «Перт Глорі», до складу якого приєднався 1996 року. Відіграв за пертську команду наступні три сезони своєї ігрової кар'єри. Більшість часу, проведеного у складі «Перт Глорі», був основним гравцем захисту команди, зігравши 68 матчів у австралійській Національній футбольній лізі.
Згодом з 1999 по 2001 рік Вілкінсон грав у складі гонконзького «Інстант-Дікт», сингапурського «Гейланг Юнайтед» та ірландського «Кілкенні Сіті», але ніде надовго не затримувався.
2001 року перейшов до клубу «Портланд Тімберс», за який відіграв 5 сезонів, додавши обов'язки помічника тренера у 2005 та 2006 роках. Граючи у складі «Портланд Тімберс» також здебільшого виходив на поле в основному складі команди. Завершив професійну кар'єру футболіста виступами за команду «Портланд Тімберс» у 2006 році.

## Виступи за збірну
28 червня 1996 року дебютував в офіційних матчах у складі національної збірної Нової Зеландії в товариській грі проти Китаю (0:2).
У складі збірної був учасником кубка націй ОФК 1998 року в Австралії, здобувши того року титул переможця турніру. Вілкінсон зіграв у всіх чотирьох матчах — проти Таїті, Вануату, Фіджі та фіналу проти Австралії. Перемога дозволила новозеландцям представляти федерацію на Кубку конфедерацій 1999 року, вперше у своїй історії. На турнірі в Мексиці Гевін зіграв у двох матчах — з США та Німеччиною, але його команда програла всі три гри і не вийшла з групи.
На черговому Кубку націй ОФК 2000 року у Французькій Полінезії Вілкінсон знову був основним гравцем, зігравши трьох з чотирьох іграх, але цього разу його команда поступилась австралійцям у фіналі і здобула лише «срібло».
Вілкінсон востаннє зіграв у збірній 13 жовтня 2002 року в товариському матчі проти Естонії (2:3), не зважаючи на те, що наступного року був у заявці збірної на Кубку конфедерацій 2003 року у Франції. Всього протягом кар'єри у національній команді, яка тривала 8 років, провів у її формі 33 матчі, забивши 1 гол.

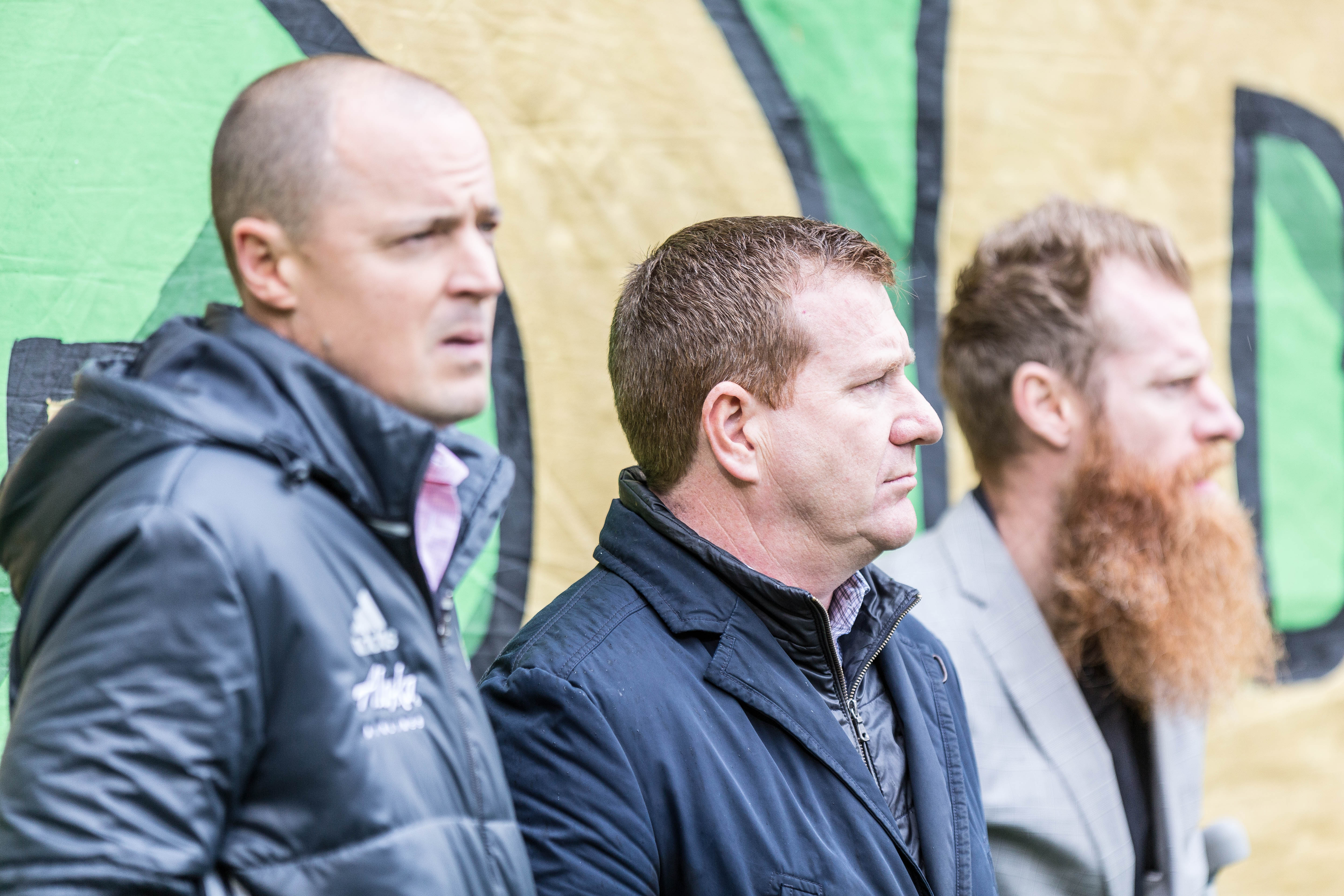
Вілкінсон (у центрі) з власником «Портленд Тімберс» Мерріттом Полсоном (ліворуч) та футболістом клубу Нетом Борчерсом. 16 жовтня 2016 року.

## Тренерська кар'єра
У вересні 2006 року Вілкінсон завершив ігрову кар'єру і був призначений головним тренером та генеральним директором «Портланд Тімберс» з початку сезону 2007 року. У сезоні 2009 року він виграв з командою регулярний чемпіонат Першого дивізіону USL, але програв півфінал плей-оф.
18 січня 2010 року Вілкінсон був призначений технічним директором нової франшизи клубу «Портленд Тімберс», яка отримала місце у MLS, вищому дивізіоні США, починаючи з сезону 2011 року. Він взяв на себе ці обов'язки, ще тренувавши «старий» «Тімберс» протягом їх останнього сезону 2010 року.
Згодом з 9 липня 2012 по 28 жовтня 2012 року Вілкінсон був виконувачем обов'язків головного тренера «нового» «Тімберс». Клуб під керівництвом новозеландця закінчив сезон 2012 року як третя найгірша команда MLS та посів передостаннє 8 місце із 9 у Західній конференції.

## Титули і досягнення
- Чемпіон  новозеландської Національної футбольної ліги (1): 1994
- Володар Кубка націй ОФК: 1998
- Срібний призер Кубка націй ОФК: 2000
- Гравець року у «Перт Глорі»: 1997